# Trevor Hill (1er vicomte Hillsborough)
Trevor Hill, 1er vicomte Hillsborough (1693 - 5 mai 1742) est un propriétaire terrien et un homme politique anglo-irlandais qui siège à la Chambre des communes irlandaise de 1713 à 1715 et à la Chambre des communes britannique de 1715 à 1722.

## Biographie
Il est le fils aîné de Michael Hill of Hillsborough et de son épouse Anne Trevor, fille de John Trevor, député de Brynkinalt, dans le Denbighshire. Il est membre d'une famille de propriétaires influents du comté de Down, en Irlande. Son père est décédé en 1699 et il lui a succédé. Il épouse, avant 1717, Mary Denton, veuve de Sir Edmund Denton, premier baronnet de Hillesden et fille d'Anthony Rowe, de Muswell Hill, dans le Middlesex.
Il représente Hillsborough à la Chambre des communes irlandaise de 1713 à 1715, puis Down de 1715 à 1717, année à laquelle il est élevé à la pairie d'Irlande sous le nom de baron Hill of Kilwarlin, dans le comté de Down, et de vicomte Hillsborough. Il devient conseiller privé irlandais le 20 septembre 1717.
Aux élections générales britanniques de 1715, il se présente sans succès en tant que whig pour Saltash, mais trois mois plus tard, il est élu député d'Aylesbury lors d'une élection partielle le 30 avril 1715. En 1722, son ami le duc de Wharton le fait élire député pour Malmesbury, mais il est destitué le 13 décembre 1722 à la suite d'une contestation. Il est battu à une élection partielle à Appleby en 1723 et ne se représente plus. Il est nommé gouverneur du comté de Down en 1729.
Il avait du charme mais une mauvaise réputation de débraillé et de débauché. Il tente de rembourser ses dettes en pariant sur des chevaux.
Lord Hillsborough est décédé à l'âge de 48 ans en mai 1742. Il a quatre fils et deux filles et son fils Wills lui succède. Il devient un homme d'État éminent. Son frère Arthur Hill-Trevor (1er vicomte Dungannon) hérite des domaines de Trevor par le biais de leur mère et est créé baron Hill et vicomte Dungannon en 1765.